# Діамантниця
Діамантниця, або пардалот (Pardalotus) — рід горобцеподібних птахів, єдиний у родині діамантницевих (Pardalotidae). Містить 4 види.

## Поширення
Ендеміки Австралії, при чому діамантниця тасманійська є ендеміком Тасманії. Діамантниця велика є найпоширенішим видом, траляється майже на всій території Австралії, крім деяких найпосушливіших районів внутрішніх центральних і західних пустель. Діамантниця жовтоброва поширена на півночі та заході Австралії, тоді як діамантниця леопардова трапляється ближче до узбережжя на півдні та сході Австралії.

## Опис
Це невеликі, компактні пташки. Тіло завдовжки 8,5–12 см, вага 7-15 г. У них короткі заокруглені хвости та короткі крила. Дзьоб короткий і міцний, без вібрисів. Голова досить велика відносно тіла. Оперення барвисте, зазвичай з білим або жовтим кольором. На голові чорна шапка з білими відмітками або плямами.

## Спосіб життя
Діамантниці живуть в евкаліптових лісах. Трапляються поодинці або парами. Живляться комахами, яких збирають на евкаліптах. Велику частку в раціоні складає падь, яку виробляють листоблішки. Гніздяться в дуплах евкаліптів. У кладці три-п'ять яєць. Інкубація триває 14-16 днів. Приблизно через 25 днів пташенята стають на крило.

## Види
- Діамантниця леопардова (Pardalotus punctatus)
- Діамантниця тасманійська (Pardalotus quadragintus)
- Діамантниця жовтоброва (Pardalotus rubricatus)
- Діамантниця велика (Pardalotus striatus)